# Jazell Barbie Royale
Jazell Barbie Royale (Jacksonville, Florida, 8 de agosto de 1987) es una artista estadounidense y competidora de concursos de belleza. Es una mujer  transgénero. Se destaca por ganar el certamen de Miss Continental en 2016 y, en 2019, se convirtió en la segunda estadounidense y la primera mujer afrodescendiente en ganar el Miss International Queen.
A fecha de 2019, era residente de Orlando y trabajaba como proveedora de atención médica y artista de clubes nocturnos. Fue sucedida como Miss Reina Internacional en 2020 por Valentina Fluchaire, de México.
En mayo de 2022, se anunció su nominación en los premios WOWIE 2022 como parte de la RuPaul's DragCon en Los Ángeles en la categoría Hottest Hottie Award. Se espera que compita en la segunda temporada de Queen of the Universe en 2023.